# Had da Garbía
Had da Garbía (em árabe: سوق أحد الغربية, em bérbere: ⵃⴷⴷ ⵖⵔⴱⵢⵢⴰ) é um município marroquino na região de Tânger-Tetuão-Alucemas, que tinha uma população de 12.274 habitantes em 2014. Desde 1912 até 1956 pertenceu à zona norte do Protectorado espanhol de Marrocos.